# Saint-Jean-la-Bussière
Saint-Jean-la-Bussière är en kommun i departementet Rhône i regionen Auvergne-Rhône-Alpes i östra Frankrike. Kommunen ligger i kantonen Thizy som tillhör arrondissementet Villefranche-sur-Saône. År 2022 hade Saint-Jean-la-Bussière 1 175 invånare.

## Befolkningsutveckling
Antalet invånare i kommunen Saint-Jean-la-Bussière
| Referens: INSEE |